# Prix Nansen
Ne doit pas être confondu avec Nansen Refugee Award.
Le prix d'excellence Fridtjof Nansen en science est un prix scientifique décerné par l'Académie norvégienne des sciences et des lettres en mémoire de Fridtjof Nansen.

## Lauréats
- 2017 : Trond Torsvik[1]
- 2013 : May-Britt Moser
- 2011 : Odd Magnus Faltinsen (en)[2]
- 2000 : Cathrine Fabricius Hansen
- 1998 : John Birks (nl) et John Stuart Gray (no)
- 1997 : Jan K. S. Jansen (en)
- 1996 : Bernt Øksendal
- 1995 : Bjørg Cyvin (no) et Sven Josef Cyvin (en)
- 1994 : Arnoldus Schytte Blix (en)
- 1967 : Ragnar Fjørtoft
- 1962 : Otto Bastiansen
- 1935 : Kristine Bonnevie
- 1919 : Hjalmar August Schiøtz (en)
- 1914 : Henrik Mohn
- 1912 : Victor Goldschmidt
- 1908 : Kristian Birkeland
- 1907 : Roald Amundsen